# 小行星6215
小行星6215是一颗围绕太阳公转的小行星。1973年3月7日，盧波什·科胡特克在汉堡发现了此天体。
这颗小行星的绝对星等为324.9297937913855等。